# Anzar
Anzar is een Berberse god. Zijn naam betekent de regen. Hij was volgens de mythe de god van de regen en het water. Hij kon het water schenken en verbieden.
Anzar is bekend van zijn bruid Tislit, voor wie Anzar gekozen had. Tislit betekent bruid.
Volgens de mythe was Tislit een heel mooie jonge vrouw. Ze ging zich gewoonlijk in een rivier wassen en iedere keer wanneer de god Anzar haar zag, probeerde hij haar te naderen. Maar ze werd steeds bang en daarom keerde Anzar vervolgens terug naar de hemel. Maar op een dag maakte hij zijn liefde voor de vrouw bekend en vertelde hij haar dat hij met liefde van ver uit de hemel komt om haar te ontmoeten. De vrouw vertelde hem echter dat ze ook op hem verliefd was, maar dat ze vreesde dat anderen hun relatie zullen ontdekken.
Nadat Anzar hiernaar geluisterd had draaide hij zijn ring om en liet al het water uit de rivier verdwijnen. Maar die vrouw kon niet zonder water leven, en daarom schreeuwde ze, en vertelde ze tegen Anzar opnieuw dat ze verliefd op hem was. Daarna kwam Anzar zoals de bliksem naar haar toe en liet de rivier weer stromen.
De oude Berbers moesten aan de god Anzar water vragen, wanneer de aarde droog werd en ze weinig water hadden. Om dat te vragen moesten ze bepaalde rituelen, die waarschijnlijk op de mythe van het liefdesverhaal van Anzar is gebaseerd, uitoefenen. De Berberse vrouwen gaan naar een afgelegen meer of een waterbron en ze kleden zich uit en daarna beginnen ze met hun rituelen waarmee ze de god Anzar seksueel zouden wekken. Wanneer de god Anzar op hun rituelen zou reageren, zou zijn sperma vloeien. Deze sperma wordt beschouwd als de regen die de aarde weer tot leven zou brengen.
Deze rituelen komen voor in een verwijzing van Augustinus waarin hij die rituelen afkeurt.